# Премьерство Лиз Трасс

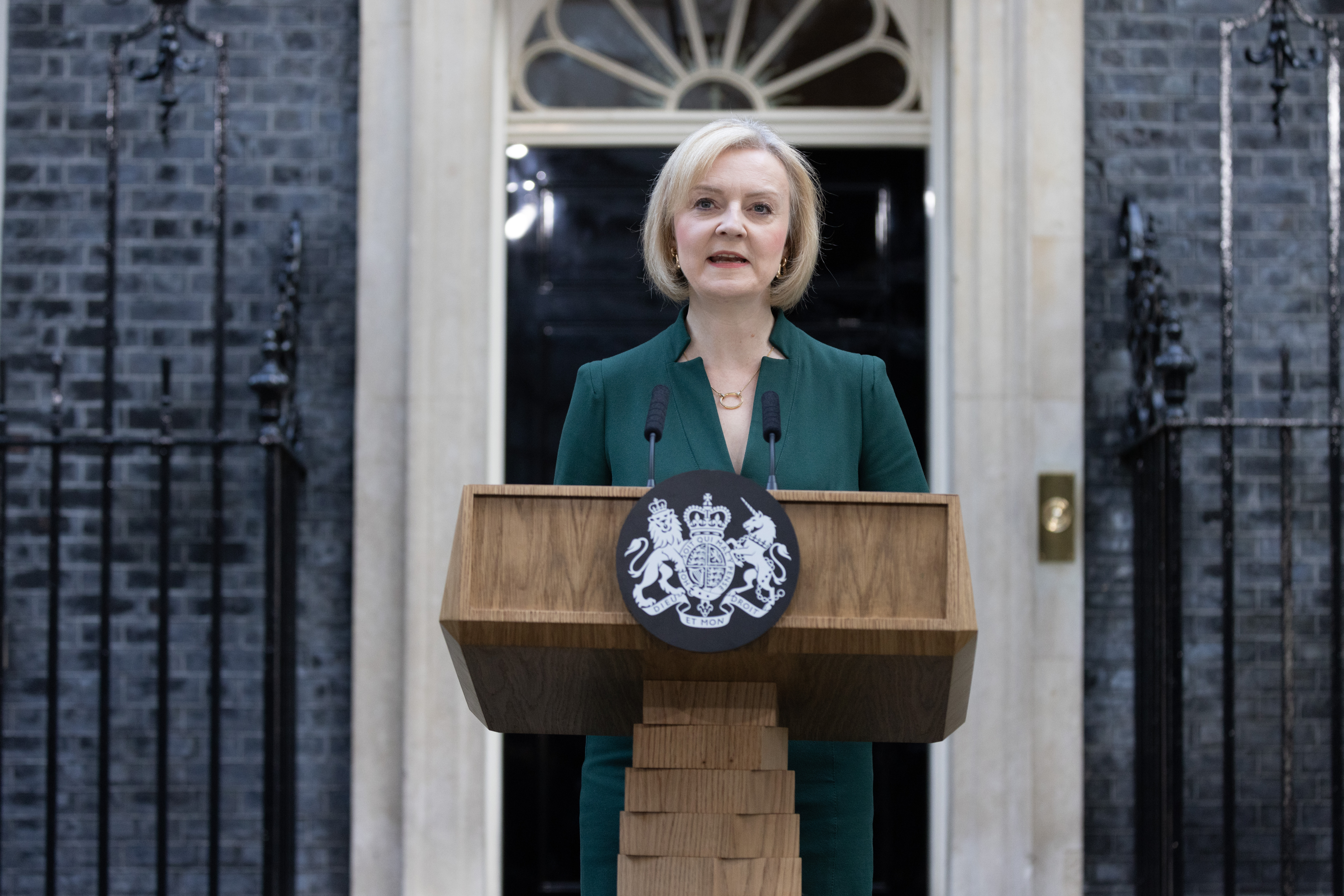
Лиз Трасс произносит свою последнюю речь перед отставкой с поста премьер-министра.

Премьерство Лиз Трасс продолжалось с 6 сентября по 25 октября 2022 года. Это ровно 50-дневное премьерство стало самым коротким в истории Великобритании. 
Срок полномочий Лиз Трасс на посту премьер-министра Соединённого Королевства начался 6 сентября 2022 года, когда она приняла приглашение королевы Елизаветы II сформировать новую администрацию после отставки ее предшественника Бориса Джонсона в результате правительственного кризиса. Трасс стала лидером Консервативной партии после того, как 5 сентября 2022 года были объявлены результаты внеочередных выборов руководства. Ее премьерство было отмечено кризисом стоимости жизни, смертью королевы Елизаветы II и мини-бюджетом на 2022 год, а также правительственным кризисом в октябре. Трасс объявила о своей отставке 20 октября 2022 года, которая вступит в силу после избрания ее преемника «в течение недели». Это сделало ее премьерство самым коротким в истории Великобритании.

## Заявка консервативного руководства
Трасс выдвинула свою кандидатуру на пост лидера Консервативной партии 10 июля 2022 года. Во время выборов руководства Консервативной партии она обещала снизить налоги, отменив повышение национального страхования, о котором ранее было объявлено в апреле 2022 года, отменив недавнее повышение корпоративного налога, также пообещала отменить сборы за зеленую энергию. Во время кампании, когда её спросили, был ли президент Франции Эммануэль Макрон другом или врагом, Трасс ответила, что она будет судить Макрона на основании его «дел, а не слов». Во время избирательной кампании Трасс предположила, что было бы лучше проигнорировать первого министра Шотландии Николу Стерджен, «искавшую внимания», прежде чем отвергнуть возможность второго референдума о независимости Шотландии. Трасс победила Риши Сунака в голосовании членов партии, набрав 57,4 % голосов против 42,6 % голосов Сунака. Она была избрана 5 сентября 2022 года и вступила в должность 6 сентября. Трасс стала четвертым подряд премьер-министром от консерваторов с 2010 года и третьей женщиной-премьер-министром после Маргарет Тэтчер и Терезы Мэй.

## Премьерство

### Первые назначения
С назначением Кваси Квартенга канцлером казначейства, Джеймса Клеверли министром иностранных дел и Суэллы Брейверман министром внутренних дел впервые в британской политической истории ни один белый мужчина не занимал .
Другие ключевые назначения включали Терезу Коффи в качестве заместителя премьер-министра и министра здравоохранения, Брэндона Льюиса в качестве министра юстиции, Надхима Захави в качестве канцлера герцогства Ланкастер, Криса Хитон-Харриса в качестве министра Северной Ирландии, Джейка Берри в качестве министра без портфеля и председателя партии Джейкоба Рис-Могга в качестве бизнес-секретаря, Саймона Кларка в качестве министра жилищного строительства, Кеми Баденох в качестве государственного секретаря по международной торговле, Хлою Смит в качестве министра труда и пенсий, Кита Мальтхауса в качестве министра образования, Ранила Джаявардена в качестве министра окружающей среды, Энн-Мари Тревельян в качестве министра транспорта и Майкла Эллиса в качестве генерального прокурора Англии и Уэльса.
Трасс сохранила Бена Уоллеса на посту министра обороны, Алока Шарму в качестве президента COP26, Алистера Джека в качестве секретаря по Шотландии, Роберта Бакленда в качестве секретаря Уэльса и Джеймса Хиппи в качестве государственного министра по делам вооруженных сил и ветеранов.
7 сентября 2022 года новый кабинет провел свое первое заседание кабинета, и Трасс приняла участие в своих первых вопросах премьер-министра (PMQ).
В сентябре 2022 года выяснилось, что глава аппарата Трасс Марк Фуллбрук был допрошен ФБР по поводу предвыборной взятки в Пуэрто-Рико.

### Смерть королевы Елизаветы II
Трасс была пятнадцатым и последним премьер-министром, работавшим при королеве Елизавете II, королева умерла через два дня после назначения Трасс премьер-министром. О смерти королевы Елизаветы II в возрасте 96 лет Букингемский дворец объявил 8 сентября 2022 года в 18:30. Трасс выступила с заявлением возле Даунинг-стрит, 10, отдав дань уважения королеве, заявив, что «королева Елизавета II была скалой, на которой была построена современная Британия». 9 сентября Палата общин начала два дня особой дани уважения королеве и начала приостановку работы парламента до 21 сентября во время национального траура. 10 сентября Трасс и другие высокопоставленные лица принесли присягу на верность королю Карлу III. 12 сентября король Карл III впервые выступил в парламенте как монарх. Трасс присутствовала на государственных похоронах королевы Елизаветы II в Вестминстерском аббатстве 19 сентября 2022 года. Таким образом, за время своего премьерства Трасс стала последней из пятнадцати человек, занимавших пост премьер-министра Соединенного Королевства при королеве Елизавете II, и первой, кто служил при короле Карле III.

### Кризис стоимости жизни
В ответ на кризис стоимости жизни в Великобритании Трасс изложила планы по запуску Гарантии цен на энергию, схемы замораживания счетов за электроэнергию в среднем на уровне 2500 фунтов стерлингов в год на два года для поддержки домовладений и предприятий в период кризиса. Трасс заявила, что правительство будет финансировать эту схему за счет снижения удельной стоимости энергии посредством увеличения заимствований. Предполагалось, что инициатива обойдется примерно в 150 миллиардов фунтов стерлингов в виде средств налогоплательщиков поставщикам энергии, чтобы компенсировать разницу между тем, что они платят за электроэнергию на оптовых рынках, и ограниченными потребительскими ценами. Кроме того, было объявлено, что зеленые сборы в размере в среднем 150 фунтов стерлингов в год будут временно отменены. Для финансирования этой схемы Лейбористская партия предложила ввести налог на сверхприбыль энергетических компаний, однако Трасс отклонила эти предложения, заявив, что это будет сдерживать инвестиции. Трасс утверждала, что ее предложения сэкономят каждой семье в среднем 1000 фунтов стерлингов в год.
В рамках предложений Трасс по стоимости жизни энергетическая устойчивость также была выделена в качестве приоритета, включая планы по снятию моратория на гидроразрыв сланцевого газа в ближайшем будущем и запуск нового раунда примерно 100 новых лицензий на нефть и газ. Точно так же Трасс планировала ускорить введение новых источников энергоснабжения, включая ядерную, ветровую и солнечную энергию. Многие северные депутаты-консерваторы выступают против отмены моратория на фрекинг. Марк Мензис возглавляет эту группу и настаивает на том, что гидроразрыв не имеет местной поддержки.

### Мини-бюджет на 2022 год
В ответ на застой в экономике в сентябре 2022 года правительство объявило проект мини-бюджета, ключевой целью которого был заявлен «рост». Он включал меры в нескольких секторах, таких как налогообложение, льготы, труд и инвестиции, гербовый сбор, энергетика, банковские бонусы, магазины, инфраструктура и инвестиционные зоны. Пакет, о котором объявил канцлер казначейства Кваси Квартенг, в значительной степени зависел от государственных займов. В рамках бюджета Квартенг отменил ставку подоходного налога в размере 45 %, уплачиваемую теми, кто зарабатывает более 150 000 фунтов стерлингов в год, отменил повышение взносов в национальное страхование и перенёс на год снижение базовой ставки подоходного налога с 20 % до 19 %, запланированную на 2024 год, а также снял ограничение на бонусы банкирам.
В рамках мини-бюджета Квартенг объявил о снижении гербового сбора. Покупатели в Англии и Северной Ирландии не будут платить гербовый сбор с первых 250 000 фунтов стерлингов стоимости недвижимости, при этом предыдущий порог составлял 125 000 фунтов стерлингов. Для покупающих впервые налог не будет уплачиваться с первых 425 000 фунтов стерлингов. Тем не менее эксперты заявили, что снижение гербового сбора вряд ли поможет тем, кто впервые покупает жильё, подняться по лестнице собственности и ведёт к риску ещё большего роста цен на жильё. Квартенг отказался разрешить Управлению по бюджетной ответственности (OBR) оценить экономические последствия мини-бюджета до его объявления.
На объявление мини-бюджета рынки отреагировали негативно: в ответ на значительное увеличение государственных заимствований фунт стерлингов и государственные облигации значительно упали. К 23 сентября фунт достиг 37-летнего минимума по отношению к доллару США (торговался ниже 1,10 доллара), в то время как индекс FTSE 100 упал на 2,3 %. Эндрю Уишарт из Capital Economics сказал, что реакция рынка на бюджет Кватенга предполагает, что ставки по ипотечным кредитам превышают 6 %, что теперь является «вероятной возможностью». Лейбористская партия обвинила консерваторов в спекуляциях на экономике. 27 сентября МВФ также предупредил правительство Великобритании, что ему следует пересмотреть запланированное снижение налогов, объявленное в мини-бюджете, поскольку оно усилит неравенство и инфляцию в стране. Кроме того, бурную общественную реакцию вызвал опрос YouGov 29 сентября, в котором было зафиксировано преимущество Лейбористской партии над консерваторами в 33 балла. Сообщалось, что личный рейтинг одобрения Трасс составил минус 37, по сравнению с минус 7 неделей ранее, при этом только 12 % респондентов назвали мини-бюджет хорошей политикой.
В ответ 3 октября Трасс и Квартенг отозвали решение об отмене подоходного налога в размере 45 пенсов для лиц с более высоким доходом. Квартенг был уволен Лиз Трасс 14 октября 2022 года, на его место был назначен Джереми Хант. Позже в тот же день Трасс провела восьмиминутную пресс-конференцию, на которой объявила, что ранее запланированное повышение корпоративного налога, от которого она агитировала отказаться во время кампании за лидерство, всё же будет выполнено. Трасс заявила, что она приняла решение об этих изменениях, поскольку мини-бюджет «пошёл дальше и быстрее, чем ожидали рынки».

### Трудовые отношения
Летом и осенью 2022 года произошло несколько забастовок на железнодорожном транспорте после голосования членов Национального союза железнодорожников, морских и транспортных рабочих (RMT) по вопросу о том, следует ли им начинать забастовку. Спор между правительством и железнодорожными компаниями касался заработной платы, увольнений и изменений условий труда. RMT предложил увеличить заработную плату в связи с продолжающимся кризисом стоимости жизни. Кроме того, RMT обратил внимание на проблему увольнений, поскольку Network Rail планирует сократить 2500 рабочих мест в течение следующих двух лет.

### Призывы к отставке Трасс
По данным Daily Telegraph, по состоянию на 17 октября по крайней мере пять депутатов-консерваторов призывали к отставке Трасс: Криспин Блант, Эндрю Бриджен, Анджела Ричардсон, Чарльз Уокер и Джейми Уоллис. В интервью Крису Мейсону из BBC в тот вечер Трасс сказала, что «сожалеет о допущенных ошибках», но остается «приверженной своему видению». Она также сказала, что поведет консерваторов на следующие всеобщие выборы. 18 октября лорд Фрост также призвал премьер-министра уйти в отставку.
17 и 20 октября Трасс встречалась с сэром Грэмом Брэди, председателем Комитета 1922 года. Было заявлено, что встреча 17 октября привела к тому, что Трасс пропустила экстренный запрос во второй половине дня 17 октября, запрошенный лидером оппозиции Кейром Стармером и предоставленный спикером Палаты общин сэром Линдси Хойлом, а лидер палаты Пенни Мордаунт ответила от имени Трасс. Отсутствие Трасс вызвало критику со стороны ряда депутатов, включая Стармера, хотя позже Трасс ненадолго появилась в Палате представителей.

### Отставки правительства и голосование по фрекингу
19 октября министр внутренних дел Суэлла Брейвман подала в отставку, и её сменил Грант Шэппс. Отставка была вызвана признанием Брейвман того, что она поделилась официальным документом с парламентским коллегой через свою личную учётную запись электронной почты. В своём заявлении об отставке Брейвман выразила «обеспокоенность по поводу направления, в котором движется правительство», и добавила, что у нее «серьёзные опасения по поводу приверженности этого правительства выполнению заявленных обязательств».
Несколько часов спустя члены парламента проголосовали за предложение Лейбористской партии предоставить парламенту время для обсуждения запрета на гидроразрыв. Трасс пообещала в рамках своей предвыборной кампании снять мораторий на гидроразрывы пластов, однако некоторые депутаты-консерваторы выразили обеспокоенность по поводу этого изменения, поскольку оно противоречило их программе 2019 года. Предложение было встречено критически, и правительство легко выиграло, получив против него большинство в 96 голосов.
Консервативные кнуты заявили, что это предложение будет рассматриваться как вотум доверия. Вскоре после этого Уильям Рэгг стал шестым депутатом, публично призвавшим премьер-министра уйти. Несколько депутатов-консерваторов не проголосовали против этого предложения. Путаница последовала после того, как министр Грэм Стюарт заявил парламенту, что «очевидно, это не вотум доверия». На фоне сообщений о физическом принуждении депутатов-консерваторов к голосованию против лейбористского движения главный кнут Венди Мортон и его заместитель Крейг Уиттакер, как считалось, ушли в отставку, а Уиттакер сказал: «Я чертовски в ярости, и меня задрало (I don’t give a fuck anymore)». Позже выяснилось, что это лишь слухи, а оба депутата остаются на своих постах. Депутат охарактеризовал голосование как «хаос», заявив о том, что консервативные кнуты грубо обращались с заднескамейщиками и запугивали их, заставляя голосовать против, что было опровергнуто министрами кабинета. Депутат от лейбористской партии Крис Брайант заявил Sky News, что видел, как депутаты «физически подвергались насилию в лобби для голосования», назвав вице-премьер-министра Терезу Коффи вместе с Джейкобом Рис-Моггом теми, кого он видел в «группе». Позже тем же вечером спикер палаты Линдсей Хойл объявил, что попросил Сержанта по оружию и других парламентских чиновников расследовать утверждения, сделанные по поводу инцидента.

### Отставка
20 октября 2022 года в 13:30 Трасс ушла с поста лидера Консервативной партии. Ее речь об отставке длилась всего 89 секунд, и Трасс заявила, что не может «выполнить мандат, по которому была избрана Консервативной партией». Эта отставка произошла всего через 44 дня после того, как Трасс стала премьер-министром, что сделало ее премьерство самым коротким в истории Великобритании. Трасс подтвердила, что последующие выборы руководства состоятся в течение следующей недели.

### Популярность

Опрос общественного мнения показал большой разрыв между Консервативной партией и Лейбористской партией после объявления проекта мини-бюджета Трасс

Согласно опросу общественного мнения, проведенному The Observer, после конференции Консервативной партии в октябре 2022 года рейтинг одобрения Трасс составил −47 %. Это ниже рейтинга Бориса Джонсона во время «партигейта» и ниже рейтинга Терезы Мэй перед её отставкой. 53 % избирателей сочли, что Трасс должна уйти в отставку, и только 25 % хотели, чтобы она осталась лидером тори.
Опрос Opinium, проведенный в период с 26 по 30 сентября 2022 года, показал, что лейбористы лидируют в 15 пунктов, предсказывая, что консерваторы потеряют 219 мест на всеобщих выборах, включая десять министерских портфелей.
По состоянию на середину октября букмекеры делали ставки на дату отставки Трасс. Они поставили Сунака на первое место в своем списке вероятных преемников от консерваторов, за ним по порядку следуют Хант, Мордаунт, Уоллес и Джонсон.
18 октября 2022 года опрос YouGov показал, что 77 % британцев не одобряют консервативное правительство, что является самым высоким показателем за 11 лет. Кроме того, по заявлению YouGov, 87 % людей считают, что правительство плохо управляет экономикой. Опрос членов Консервативной партии показал, что большинство из них хотели бы, чтобы Трасс ушла в отставку, а наиболее популярными кандидатами на ее замену были Борис Джонсон, за которым следуют Бен Уоллес, Риши Сунак, Пенни Мордаунт, Кеми Баденох, Джереми Хант и Суэлла Брейверман. Точно так же опрос Redfield & Wilton зафиксировал преимущество Лейбористской партии на 36 % (самое большое преимущество любой партии с октября 1997 года) и зафиксировал личный рейтинг одобрения Трасс на уровне 9 %.

#### Реакция парламентской Консервативной партии
После презентации мини-бюджета и последующей негативной реакции к 17 октября 2022 года трое депутатов-консерваторов, Эндрю Бриджен, Криспин Блант и Джейми Уоллис, публично заявили, что Лиз Трасс больше не должна быть премьер-министром.